# Ольсен, Юнас Тор
Юнас Тор О́льсен (дат. Jonas Thor Olsen; род. 3 января 1978, Нуук) — датский лыжник, участник Олимпийских игр в Ванкувере.

## Карьера
В Кубке мира Ольсен дебютировал в октябре 2003 года, всего стартовал в 25 гонках в рамках Кубка мира, очков в зачёт Кубка мира не набирал. Лучший результат 23-е место в командном спринте в 2003 году, а в личных гонках 44-е место в гонке на 50 км классическим стилем в 2007 году.
На Олимпиаде-2010 в Ванкувере стартовал в трёх гонках: 15 км коньком — 76-е место, дуатлон 15+15 км — отставание на круг, масс-старт 50 км классическим стилем — 48-е место.
За свою карьеру принимал участие в пяти чемпионатах мира, лучший результат 16-е место в эстафете на чемпионате 2003 года, а в личных гонках 48-е место в масс-старте на 50 км свободным стилем на чемпионате 2009 года.
Использует лыжи и ботинки производства фирмы Atomic.